# یواس‌اس هاردهد (اس‌اس-۳۶۵)
یواس‌اس هاردهد (اس‌اس-۳۶۵) (به انگلیسی: USS Hardhead (SS-365)) یک زیردریایی بود که طول آن ۳۱۱ فوت ۹ اینچ (۹۵٫۰۲ متر) بود. این زیردریایی در سال ۱۹۴۳ ساخته شد.